# L'Europeo
L'Europeo è stato un settimanale italiano d'attualità, pubblicato dal 1945 al 1995. Dal 2001 ha conosciuto una nuova stagione editoriale, che si è conclusa nel luglio 2013.

## Storia
Fondato da Gianni Mazzocchi (editore) e Arrigo Benedetti (direttore), il primo numero esce il 4 novembre 1945 con un editoriale di Bertrand Russell e una presentazione del direttore-fondatore Arrigo Benedetti. La foliazione iniziale è di otto pagine in formato lenzuolo.
La redazione, che aveva sede a Milano in via Monte di Pietà 15, comprendeva nomi destinati a diventare famosi: Tommaso Besozzi, Oriana Fallaci, Vittorio Gorresio, Vittorio Zincone, Gian Franco Venè e Giorgio Bocca. La formula era innovativa: L'Europeo era un “quotidiano” che usciva una volta alla settimana. Il formato lenzuolo (lo stesso dei quotidiani) consentì innovative soluzioni grafiche e un'impaginazione creativa e mobile. Dopo il successo riscontrato dalle vendite, entro il primo anno la foliazione raggiunse le sedici pagine.
Nel luglio 1950 Tommaso Besozzi firmò un'inchiesta sulla morte di Salvatore Giuliano. Il pezzo, con il famoso titolo ideato da Emilio Radius, Di sicuro c'è solo che è morto, lanciò definitivamente il settimanale. Arrigo Benedetti portò nella redazione anche scrittori come Manlio Cancogni, Camilla Cederna e Ugo Stille (corrispondente da New York). Dal 24 giugno 1951 il periodico adottò il procedimento di stampa a rotocalco.
Nel 1953 Mazzocchi cedette la testata ad Angelo Rizzoli e Giorgio De Fonseca. Dopo appena un anno Arrigo Benedetti si dimise da direttore. Il suo successore fu Michele Serra, a cui successe a sua volta Giorgio Fattori. Quest'ultimo chiamò al giornale alcuni giovani talenti: Tommaso Giglio, Gianni Roghi, Lietta Tornabuoni e Gianluigi Melega.
Un altro periodo d'oro del periodico coincise con la direzione di Tommaso Giglio (1966-76), durante la quale L'Europeo toccò le 230.000 copie a numero. In questo periodo scrissero per il settimanale i più importanti giornalisti italiani dell'epoca. Nel 1975 fu adottato un formato più ridotto, seguendo una linea adottata dai maggiori settimanali d'attualità. Alla fine degli anni settanta L'Europeo conobbe un periodo di calo delle vendite. Per rilanciarlo, nel 1979 si decise di trasferire la redazione a Roma. Il 21 giugno di quell'anno il giornale uscì con una nuova veste grafica, un nuovo ordinamento delle sezioni e anche una nuova collocazione politica, filosocialista. I risultati non furono soddisfacenti (la diffusione scese a 140.000 copie), per cui l'anno successivo il giornale fu riportato a Milano. Fu chiamato alla direzione Lamberto Sechi, che aveva diretto per 14 anni Panorama (1965-1979), portandolo a grandi livelli di diffusione. Sechi frenò l'emorragia di vendite. Durante la sua direzione la testata fu accorciata in Europeo, togliendo l'articolo iniziale. Nel 1983 Sechi fu ringraziato e congedato. Dopo di lui, però, il settimanale faticò a mantenere un soddisfacente livello di vendite.
Nella seconda metà degli anni ottanta ricominciò a perdere lettori. La rivista cessò le pubblicazioni nel marzo 1995. Il marchio rimase di proprietà di RCS MediaGroup, che per garantire continuità alla testata, pubblicò alcuni numeri monografici: il primo uscì il 20 febbraio 1997, intitolato Il fattore K; il secondo fu pubblicato quattro anni dopo (aprile 2001, Cinquant'anni di gialli). Avendo ottenuto un soddisfacente successo di vendite, l'editore decise di pubblicare numeri monografici ogni tre mesi. Un'autonoma redazione guidata da Daniele Protti riproponeva gli articoli storici della rivista, contestualizzandoli e legandoli ai fatti recenti. Nel 2003 la periodicità passò da mensile a bimestrale. Dal febbraio 2008 L'Europeo fu distribuito come mensile in abbinamento opzionale al Corriere della Sera. Con il numero di luglio 2013 l'editore ha sospeso definitivamente le pubblicazioni.

## L'Europeo Ciac
Oltre al settimanale cartaceo, la redazione per oltre due anni fu impegnata nella produzione di un cinegiornale: L'Europeo Ciac. I filmati venivano realizzati dalla
Compagnia Italiana Attualità Cinematografiche (C.I.A.C., diretta da Sandro Pallavicini e di proprietà di Angelo Rizzoli) mentre i testi erano curati appunto dai giornalisti del settimanale. 
Tra il 1956 e il 1958 furono realizzati 116 numeri di L'Europeo Ciac, proiettati nei cinema italiani.

Nel 1997 il fondo è stato acquistato dall'Istituto Luce.

## Direttori deL'Europeo
- 1946: 25 lire
- 1947: 40 lire
- 1948-1950: 70 lire
- 1951-1959: 80 lire
- 1960-1964: 100 lire
- 1965-1969: 150 lire
- 1970-1971: 180 lire
- 1971-1972: 200 lire
- 1973-1974: 250 lire
- 1975-1976: 400 lire
- 1979: 600 lire
- 1980: 700 lire
- 1982: 1 000 lire
- 1985: 1 800 lire
- 1986: 2 000 lire
- 1987: 2 000 lire
- 1988: 2 300 lire
- 1992: 3 000 lire
- 1994: 3 700 lire
- 2000-2001: 15 000 lire o 7,75 euro
- 2002-2007: 8 euro
- 2008-2013: 7,9 euro

La fine di una direzione non coincide con l'inizio della successiva perché da un numero all'altro passano sette giorni.
- Arrigo Benedetti (4 novembre 1945 - 16 maggio 1954)
- Michele Serra (23 maggio 1954 - 19 gennaio 1958)
- Giorgio Fattori (26 gennaio 1958 - 12 maggio 1966)
- Tommaso Giglio (19 maggio 1966 - 20 agosto 1976)
- Gianluigi Melega (27 agosto 1976 - 11 febbraio 1977)
- Giovanni Valentini (25 febbraio 1977 - 5 aprile 1979)
- Mario Pirani (19 aprile 1979 - 21 febbraio 1980)
- Lamberto Sechi (28 febbraio 1980 - 13 agosto 1983)
- Claudio Rinaldi (20 agosto 1983 - 30 marzo 1985)
- Salvatore Giannella (20 aprile 1985 - 11 gennaio 1986)
- Lanfranco Vaccari (18 gennaio 1986 - 1º dicembre 1989)[6]
- Vittorio Feltri (2 febbraio 1990 - febbraio 1992)
- Myriam De Cesco (28 febbraio 1992 - 11 ottobre 1993)
- Lamberto Sechi (18 ottobre 1993 - 25 gennaio 1995)
- Daniele Protti, vicedirettore responsabile (gennaio-24 febbraio 1995)

Nuova edizione
- Daniele Protti (aprile 2001 - luglio 2013)

## Firme
Tra le firme celebri del settimanale si ricordano:
- Giulio Andreotti[8]
- Giulio Bedeschi
- Tommaso Besozzi[9]
- Enzo Biagi
- Mario Biondi
- Carlo Bo
- Giorgio Bocca
- Achille Campanile
- Claudio Carabba[10]
- Alberto Cavallari
- Camilla Cederna
- Lina Coletti
- Ermanno Corsi
- Oreste Del Buono
- Giampaolo Dossena
- Oriana Fallaci
- Massimo Fini
- Ennio Flaiano
- Guido Gerosa
- Roberto Leydi
- Giorgio Manganelli
- Antonio Maglio
- Giuseppe Marotta
- Indro Montanelli
- Alberto Moravia
- Giampiero Mughini
- Marco Nozza
- Alberto Ongaro
- Anna Maria Ortese
- Gianfranco Pasquino
- Giorgio Pecorini
- Arrigo Petacco
- Folco Quilici
- Carla Ravaioli
- Lietta Tornabuoni
- Renzo Trionfera
- Paolo Villaggio
(fu per L'Europeo che creò le vicende del ragionier Ugo Fantozzi)
- Vittorio Zincone

## Fotografi
Tra i fotografi che hanno lavorato per il settimanale figurano:
- Evaristo Fusar
- Giancolombo
- Duilio Pallottelli
- Ferdinando Scianna
- Stefano Archetti
- Oliviero Toscani
- Piero Raffaelli
- Tazio Secchiaroli
- Marcello Geppetti
- Gianfranco Moroldo
- Uliano Lucas
- Gianni Roghi
- Enzo Luceri
- Maurizio Bizziccari
- Hannes Schick
- Pino Dizione